# Collection privée
Pour la bande dessinée, voir Collection privée (Sillage).

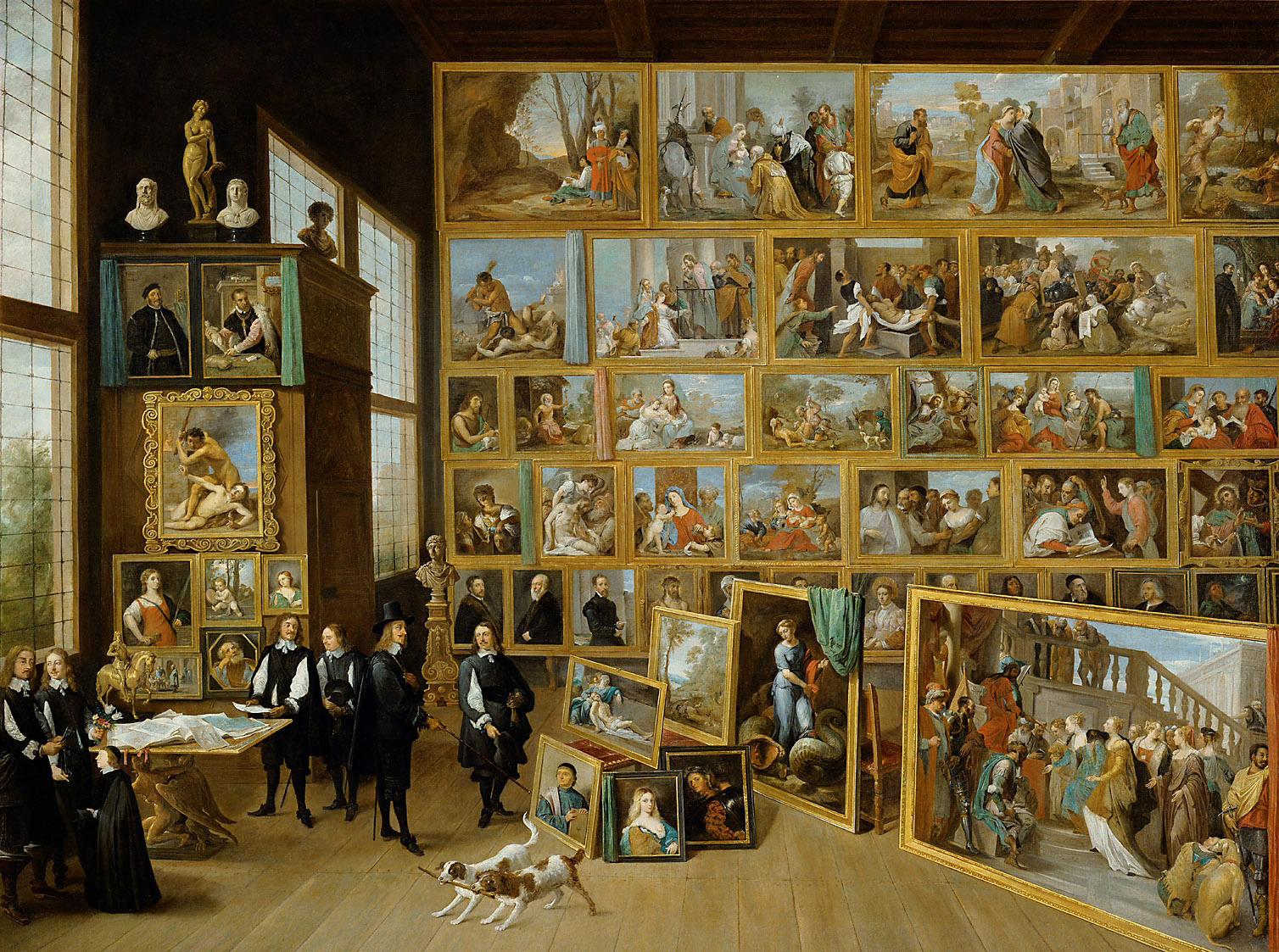
Un tableau de David Teniers le Jeune (ca. 1651) représentant la célèbre collection privée de Léopold-Guillaume de Habsbourg, gouverneur des Pays-Bas espagnols et autrichiens de 1647 et 1656.

Une collection privée est une collection d'œuvres d'art rassemblées par une personne privée.
Dans le contexte d'un musée ou d'une galerie d'art, le terme signifie qu'une certaine œuvre n'est pas la propriété de cette institution mais est prêtée par une personne ou une organisation, que ce soit pour une exposition temporaire ou pour une longue durée. Le véritable propriétaire est généralement un collectionneur d'œuvres d'art.